# Château de Delley
Le château de Delley est un château situé sur la commune de Delley-Portalban, dans le canton de Fribourg en Suisse. C'est un bien culturel d'importance nationale.

## Histoire
En 1679, Jean de Castella et son fils aîné Nicolas de Castella achètent la seigneurie de Delley. Un château primitif est probablement construit à cette période.
En 1706, Jean-Antoine de Castella débute probablement la construction du bâtiment actuel. C'est l'architecte André-Joseph Rossier qui se charge des travaux. Peu de temps après, en 1710, la chapelle dédiée à Saint-Antoine est édifiée en reconnaissance de la part de Jean-Antoine de Castella d'avoir survécu à la guerre de Succession d'Espagne. Les 26 et 27 avril 1718, une conférence diplomatique se déroule au château de Delley entre les autorités fribourgeoises et neuchâteloises. De 1774 à 1776, Joseph-Tobie-Ignace de Castella construit les deux pavillons qui flanquent le château à gauche et à droite. C'est l'architecte Antoine-Laurent-Charles de Castella qui a la responsabilité de ce chantier.
De 1911 à 1941, le château est inhabité. En 1941, Pierre de Castella hérite du domaine, rénove le château et y élit domicile. Au mois de mars 1983, après plus de trois siècles dans les mains de la famille de Castella, le château est vendu à la Fédération Suisse des Sélectionneurs, qui se consacre à la recherche dans le domaine des semences. La Fondation du Château de Delley est créée afin d'assurer la conservation du bâtiment.
Le château est actuellement utilisé comme bureaux et salles de conférences par différentes entités dont Swisssem.